# Ивушич, Ивица
И́вица Ивушич (хорв. Ivica Ivušić; род. 1 февраля 1995, Риека) — хорватский футболист, вратарь клуба «Пафос» и сборной Хорватии.

## Карьера
Родился в Риеке. Начал карьеру в академии клуба «Риека». В 2009 году перешёл в итальянский клуб «Интернационале». 5 октября 2013 дебютировал за команду (до 19 лет) в Coppa Italia Primavera против «Пармы».
В июле 2014 был арендован клубом «Прато», дебютировал в матче Серии C против «Сан-Марино». 17 августа 2015 года стал игроком клуба «Истра 1961». 8 октября дебютировал за клуб в матче против «Динамо Загреб». 18 января 2018 года стал игроком «Олимпиакоса», сумма трансфера не была раскрыта.
12 июня 2018 года Ивушич подписал четырёхлетний контракт с хорватским клубом «Осиек».
В конце января 2023 года футболист перебрался в «Пафос».

## Национальная сборная
4 сентября 2021 года дебютировал за национальную сборную в матче квалификации на ЧМ-2022 против Словакии. В ноябре 2022 года попал в окончательную заявку Хорватии на ЧМ-2022.

## Награды
- Орден Хорватской звезды с ликом Франьо Бучара (15 ноября 2023 года)[15].